# Bommanahalli, Tirthahalli
Bommanahalli là một làng thuộc tehsil Tirthahalli, huyện Shimoga, bang Karnataka, Ấn Độ.